# 阿蒂尔·兰波
让·尼古拉·阿蒂尔·兰波（法語：Jean Nicolas Arthur Rimbaud，1854年10月20日—1891年11月10日），19世纪法国诗人，创作时期仅在14-19岁，之后便停笔不作。他是超现实主义文学的鼻祖，也是早期象征主义诗歌的代表人物。

## 青年时期
兰波出生于法国东北部沙勒维尔乡村的一个中产阶级家庭。少年时代的兰波是一个好动而才华横溢的学生。15岁那年，他就能以拉丁文写作各种诗歌并赢得了很多奖赏。
1870年，兰波的老师乔治·伊藏巴尔成为兰波在文学道路上的领路人。在他的指导下，兰波开始用法语写诗，其法语诗歌的创作水平进展迅速。兰波性格叛逆，屡次离家出走，甚至曾经参与过1871年的巴黎公社组织。他在诗歌《巴黎人的狂欢或巴黎的重生》一诗中描述了自己参与巴黎公社的这段经历。1871年以后，兰波成为一个无政府主义者，他开始酗酒，并经常蓄长髮、衣衫褴褛的招摇过市，以图嘲笑那些一本正经的中产阶级。他给他的老师伊森巴尔写信，系统阐述他的诗歌创作理论，即在“漫长的、庞大的、理性的骚乱中”加入幻觉的因素。
1871年9月底，兰波再次回到巴黎，不过这次是应著名象征主义诗人保尔·魏尔伦的邀请。魏尔伦曾读过兰波的著名作品《醉舟》，十分爱慕兰波的诗才。来到巴黎之后，兰波住在魏尔伦的家里。很快，魏尔伦便和这个17岁的才华横溢的文学青年坠入爱河，他们成为巴黎诗坛著名的同性情侣。两人同居之后，生活挥霍而放任，酗酒和吸食大麻是家常便饭。他们为巴黎的文学精英团体所不容，而兰波的恃才傲物更是引起许多的反感。这一时期，兰波创作了大量具有震撼力的诗作，他的诗歌成就甚至超过了象征主义文学的先驱波德莱尔。
兰波和魏尔伦之间的同性恋情日益炽烈。1872年，魏尔伦甚至离开了他的妻子和尚在襁褓中的儿子，和兰波一同私奔至伦敦。1873年7月，两人在布鲁塞尔火车站曾发生过一场激烈的争吵，随后魏尔伦用枪打伤了兰波的手腕，一气之下兰波叫来警察，魏尔伦被逮捕。被捕期间，魏尔伦甚至被迫接收了一系列具有侮辱性的心理治疗，原因是魏尔伦的妻子指控她的丈夫和兰波之间不正常的“友情”。开庭审理时，尽管兰波一再宣称自己撤回对魏尔伦的控诉，法官还是判魏尔伦入狱两年。魏尔伦入狱后，兰波只身一人回到故乡夏勒维亞，在极度伤心中完成了一生最杰出的诗作《地狱一季》。这部作品是象征主义文学的精品。在诗中，兰波追忆他和魏尔伦共同生活的“地狱情侣”的岁月。他甚至以“悲伤的兄弟”、“疯癫的童贞女”来称呼魏尔伦，而自己则是他的“下地狱的丈夫”。1874年，兰波和诗人热尔曼·努沃再次返回伦敦，并出版了他倍受争议的作品《彩画集》，其中包含了两首最早的以自由诗体写成的法语诗歌。

## 晚年生活
1875年，兰波和魏尔伦最后一次在德国相遇。此时的魏尔伦已经获释，并被迫皈依了天主教。这个时候，兰波已经受够了早年的放纵生活，基本放弃了写作生涯，而是开始从事一些能够给他带来稳定收入的工作。他开始徒步在欧洲大陆旅行。1876年夏天，他甚至加入了荷兰的军队，只是为了免费到印度尼西亚的爪哇去旅行。然而到了爪哇之后，他很快就厌倦了，并立即乘船返回法国。他曾游历塞浦路斯并最终在亞丁定居，并成为巴尔代公司的一名雇员。
1884年，兰波辞去工作，开始独立在阿比西尼亚（今天的埃塞俄比亚）经商。他从事军火走私生意，并赚了不少钱。而在这个时候，兰波的右膝盖患上滑膜炎，并很快恶化为癌症。日益恶劣的病情迫使兰波于1891年5月9日返回法国。5月27日，兰波做了右腿的截肢手术，然而这还是没能抑制癌细胞的扩散。同年11月10日，兰波在法國馬賽逝世，享年37岁。

## 影响
兰波对现代文学、音乐和艺术的影响是非常深远的。他在巴黎的生活经历曾经于1995年被拍成电影《全蝕狂愛》，由李奥纳多·迪卡普里奥扮演。
兰波的创作是法语诗歌历史上的重大变革。他本人是一位无法被归类的诗人，有人认为他是象征主义运动最杰出的诗人之一，他也被公认为是其后的超现实主义的鼻祖。二战后诞生于美国的“垮掉的一代”的诗风也深受兰波影响。今日人们在追忆现代诗歌的发展历程时，兰波的名字都是绝对不会忽略的。就连恐怖小说作家托马斯·利戈蒂也曾在不同场合表示自己是兰波的忠实追随者。

## 重要作品
- 《诗集》
- 《醉舟》（1871年）
- 《地狱一季》（1873年）
- 《彩画集》（1874年）
- 《兰波书信集》

## 纪念
- 兰波博物馆，家乡沙勒維爾

## 延伸阅读
- 莫渝／譯，《韓波詩文集》，台北：桂冠圖書，1994
- Capetanakis, J. Lehmann (编), , : 53–71, 1947, ASIN B0007J07Q6
- Everdell, William R., , Chicago: University of Chicago Press, 1997
- Godchot, Colonel [Simon], , Nice: Chez l'auteur, 1936 （法语）
- Godchot, Colonel [Simon], , Nice: Chez l'auteur, 1937 （法语）
- James, Jamie, , Singapore: Editions Didier Millet, 2011, ISBN 978-981-4260-82-4
- Magedera, Ian H., , Amsterdam and New York: Rodopi, 2014, ISBN 978-90-420-3875-2
- Ross, Kristin, , Radical thinkers 31, London: Verso, 2008, ISBN 978-1844672066